# Lubin (maison de parfum)
Pour les articles homonymes, voir Lubin.
Lubin est une maison de parfum créée en 1798 à Paris, le deuxième plus ancien parfumeur français indépendant encore en activité.

## Origines
Originaire de la bourgeoisie marchande parisienne, devenu apprenti en 1784 à Paris auprès de Jean-Louis Fargeon, parfumeur de la reine, puis à Grasse auprès du parfumeur Tombarelly en 1792, Pierre-François Lubin (1774–1853) ouvre en 1798 un magasin de parfumerie à Paris, 53 rue Helvétius (devenue la rue Sainte-Anne), à l'enseigne « au Bouquet de Roses ».
Il fournit aux Incroyables et Merveilleuses rubans parfumés, masques de bal et poudres de riz, mais surtout l'« Eau vivifiante », qui deviendra « l’Eau de Toilette Lubin » et gagne les faveurs de la cour impériale. Les archives du musée international de la Parfumerie à Grasse conservent une commande de l'impératrice Joséphine datant de 1809.

## Développement

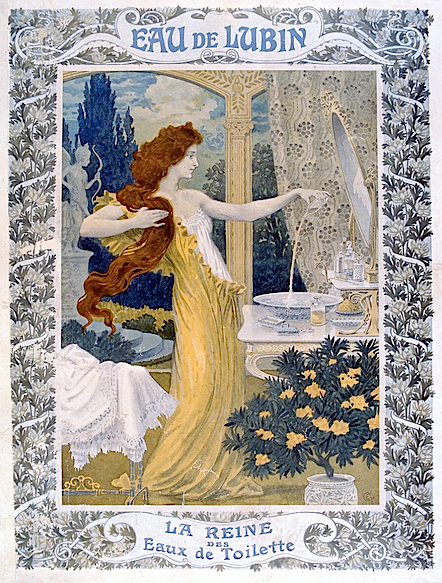
Affiche lithographiée pour Eau de Lubin, conçue par Eugène Grasset (1897).

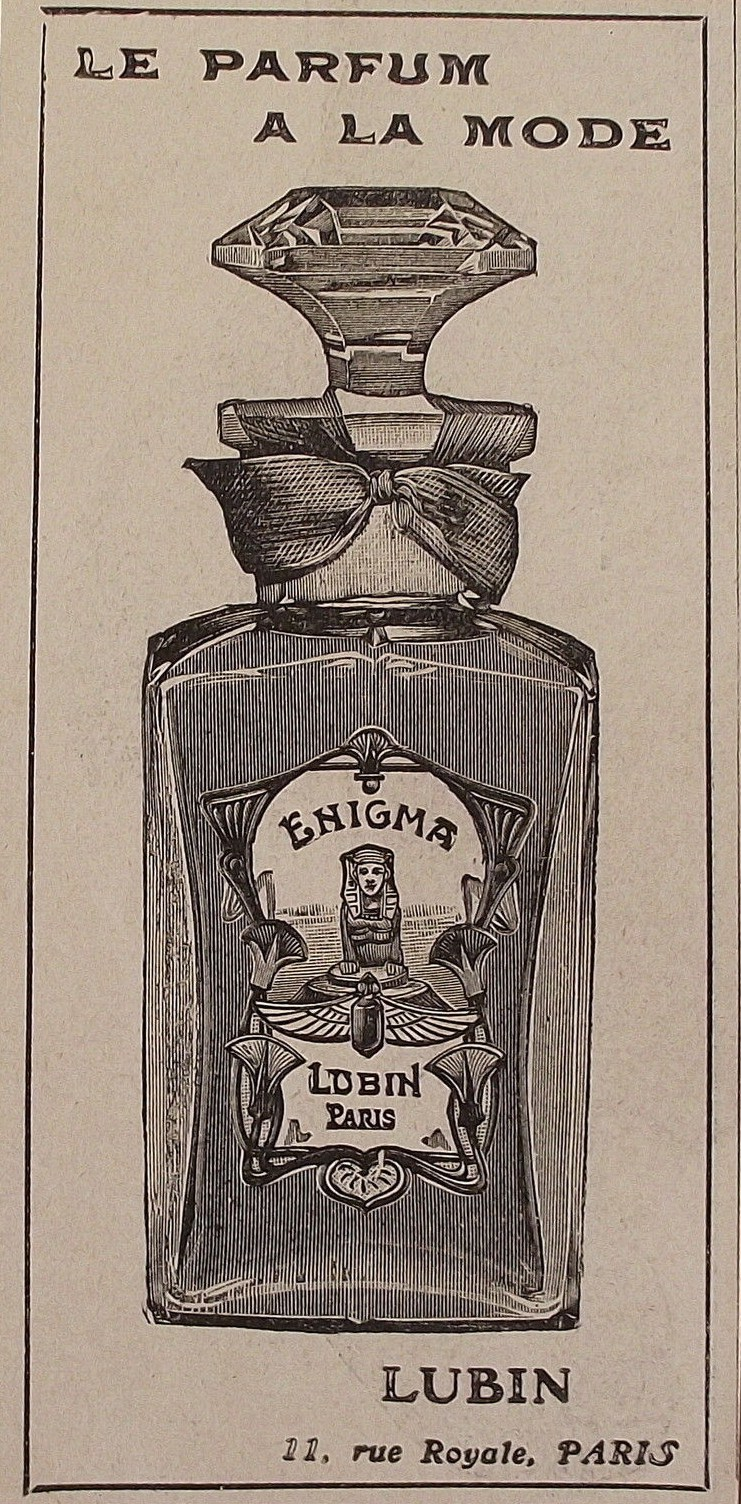
Lancé peu avant 1900, Enigma fut vendu jusque dans les années 1930, sous divers flacons de créateurs.

La maison Lubin est, dès 1830, le premier parfumeur français à exporter ses produits vers les États-Unis. La reine Marie-Amélie en fait le fournisseur officiel de la cour en 1834.  
Les documents commerciaux de Lubin arborent les armes de France, celles du roi d’Angleterre et celles du tsar de Russie. Lubin y ajoute l’aigle des États-Unis d’Amérique. 
En 1844, Pierre-François Lubin n'ayant pas d'héritier mâle, la société est reprise par Félix Prot, son ancien apprenti, qui perpétue la tradition et développe l'activité. La société à poursuivi tardivement sa production dans la capitale, entre la rue Sainte-Anne et, temporairement, la rue de Courcelles. C'est là que la société disposait d'un « atelier de préparation » pour les savons, actif en 1879 et qui ne disparait qu'après 1886. En 1885, la direction passe à son fils Paul Prot qui inaugure en 1900 à Courbevoie la plus grande usine de production de parfum française, et qui fut un créateur inspiré. Il fut élu président du Syndicat de la parfumerie française.
Guy de Maupassant en fait en novembre 1881 un artifice de la séduction féminine : « Il est l’apôtre des femmes, l’apôtre frotté de Lubin ». Une boutique de prestige ouvre à Paris, au 11 rue Royale. En 1897, une publicité pour l’Eau de Lubin est conçue par Eugène Grasset et s'accompagne d'un slogan, « Le signe de la perfection », devenu, dès les années 1910, « Les parfums Lubin mettent l'âme en fête », et de publicités parfois dessinées par Umberto Brunelleschi et Raphael Kirchner.
En 1920, les deux fils de Paul Prot, Marcel et Pierre, héritent des établissements Lubin. La marque fait appel pour ses flacons à des artisans verriers comme Julien Viard et l'atelier de Maurice Dépinoix. Le parfum Nuit de Longchamp connaît un succès international. La marque continue de s'affirmer après 1945 et commence à s'éclipser à la fin des années 1960, quand Paul et André Prot décident de vendre Lubin qui passe entre les mains de plusieurs grands groupes (Sanofi, Henkel, Mülhens).
Au début des années 2000, le français Gilles Thévenin, sur les conseils de Jean-Paul Guerlain, rachète Lubin à Mülhens et fait revisiter certaines compositions par de grands spécialistes comme Olivia Giacobetti (Idole, 2005) ou Thomas Fontaine (Gin Fizz, 2009) et s’attèle à des créations originales comme Black Jade, inspiré du parfum légendaire de la reine Marie-Antoinette. Il ouvre entre autres à Paris, une boutique rue des Canettes, dont la devanture reproduit celle de la rue Sainte-Anne.
Le catalogue historique comprend près de 500 fragrances.